# Джордж Зіц
Джордж Зіц (англ. George Ziets) — американський дизайнер відеоігор, його найбільш відомими проєктами є Neverwinter Nights 2: Mask of the Betrayer, Torment: Tides of Numenera та Pillars of Eternity.

## Біаграфія
Джордж Зіц отримав ступінь психолога в Джорджтаунському університеті та провів кінець 1990-х в аспірантурі. Він вивчав психологію та кіно, здобувши ступінь магістра в Університеті Меріленду в 1999 році. У 2001 році він отримав свою першу роботу в ігровій індустрії в Westwood Studios, працюючи сценаристом науково-фантастичної MMORPG Earth & Beyond.
У 2004 році був прийнятий в Turbine, Inc. на посаду дизайнера Lord of the Rings Online: Shadows of Angmar і Dungeons & Dragons Online.
У 2006 році Зіц переїхав до південної Каліфорнії, щоб стати дизайнером у Obsidian Entertainment, де він брав участь у розробці Neverwinter Nights 2, а після випуску гри, його підвищили до творчого керівника першого розширення гри — Mask of the Betrayer. Зіц відповідав за загальне творче бачення проєкту, включаючи персонажів та сюжет. Розширення Mask of the Betrayer вийшло у 2007 році та отримало переважно позитивні відгуки, завоювавши похвалу за сценарій та наративні елементи.
Зіц покинув Obsidian у 2008 році та провів рік у ZeniMax Online Studios, але знову повернувся до Obsidian у 2009 році, щоб стати креативним директором Dungeon Siege 3 та доповнення до неї Dungeon Siege 3: Treasures of the Sun. Він розширив вигаданий ігровий всесвіт серії Dungeon Siege, створивши 100-сторінковий збірник матеріалів по грі, який використовувався командою розробників як вихідний матеріал. У якийсь момент під час розробки Dungeon Siege 3 Зіц також брав участь у написанні сценарію до Fallout: New Vegas. У 2011 році він відвідав церемонію нагородження Гільдії американських сценаристів, де був номінований як «Найкращий сценарист відеоігор» разом зі командою Fallout: New Vegas.
Зіц залишив Obsidian після скасування проєкту над яким він працював у 2012 році, але незабаром повернувся як позаштатний автор для Pillars of Eternity.
У березні 2013 року було оголошено, що Зіц приєднається до команди сценаристів в inXile для роботи над Torment: Tides of Numenera, а вже пізніше він приєднався до inXile як штатний співробітник у квітні 2014 року.
Зіц залишив inXile у липні 2019 року, щоб заснувати власну студію Digimancy Entertainment.